# Webster (Florida)
Webster város az USA Florida államában, Sumter megyében.

## Népesség
A település népességének változása:
| Lakosok száma | 805  | 785  | 778  |
|               | 2000 | 2010 | 2020 |